# همایش ۱۲تای بزرگ

همایش ۱۲تای بزرگ (Big 12 Conference) تأسیس ۱۹۹۴ میلادی نام یک لیگ ورزشی دانشگاهی در امریکا است.
این همایش یکی از پنج همایش بزرگ امریکا بوده و متشکل از ۱۰ دانشگاه است.